# Jay Rodríguez
Pour les articles homonymes, voir Rodríguez.
Jay Enrique Rodríguez, né le 29 juillet 1989 à Burnley, est un footballeur international anglais qui évolue au poste d'attaquant au Wrexham AFC.

## Biographie

### En club
Le 2 juillet 2017, il signe un contrat de quatre ans avec West Bromwich Albion. À l'issue de sa première saison, les Baggies sont relégués en Championship mais Rodríguez continue avec le club.
Le 9 juillet 2019, Rodríguez s'engage pour deux saisons avec le Burnley FC.
Le 26 novembre 2024, Rodríguez dispute son 300e match officiel sous les couleurs du Burnley FC.

### En sélection
Le 13 novembre 2013, Jay Rodríguez honore sa première sélection avec l'équipe d'Angleterre lors d'un match amical face au Chili. Les Anglais s'inclinent alors 0-2.

## Palmarès
Il est finaliste de la Coupe de la Ligue anglaise en 2017.

### Distinctions personnelles
- Meilleur jeune joueur de D2 anglaise en janvier 2011[3]
- Membre de l'équipe-type de D2 anglaise en 2012.

## Statistiques
| Saison                | Club                  | Championnat           | Championnat | Championnat | Coupe(s) nationale(s) | Coupe(s) nationale(s) | Total | Total |
| Saison                | Club                  | Division              | M.          | B.          | M.                    | B.                    | M.    | B.    |
| 2007 - 2008           | Burnley               | Championship (D2)     | 1           | 0           | -                     | -                     | 1     | 0     |
| Sous-total            | Sous-total            | Sous-total            | 1           | 0           | 0                     | 0                     | 1     | 0     |
| 2007 - 2008           | Stirling Albion       | Division 1 (D2)       | 11          | 3           | 1                     | 0                     | 12    | 3     |
| Sous-total            | Sous-total            | Sous-total            | 11          | 3           | 1                     | 0                     | 12    | 3     |
| 2008 - 2009           | Burnley               | Championship (D2)     | 28          | 2           | 7                     | 3                     | 35    | 5     |
| 2009 - 2010           | Burnley               | Championship (D2)     | 0           | 0           | 2                     | 0                     | 2     | 0     |
| Sous-total            | Sous-total            | Sous-total            | 28          | 2           | 9                     | 3                     | 37    | 5     |
| 2009 - 2010           | Barnsley              | Championship (D2)     | 6           | 1           | 0                     | 0                     | 6     | 1     |
| Sous-total            | Sous-total            | Sous-total            | 6           | 1           | 0                     | 0                     | 6     | 1     |
| 2010 - 2011           | Burnley               | Championship (D2)     | 42          | 14          | 6                     | 1                     | 48    | 15    |
| 2011 - 2012           | Burnley               | Championship (D2)     | 37          | 15          | 5                     | 6                     | 42    | 21    |
| Sous-total            | Sous-total            | Sous-total            | 79          | 29          | 11                    | 7                     | 90    | 36    |
| 2012 - 2013           | Southampton           | Premier League        | 35          | 6           | 2                     | 3                     | 37    | 9     |
| 2013 - 2014           | Southampton           | Premier League        | 33          | 15          | 6                     | 2                     | 39    | 17    |
| Sous-total            | Sous-total            | Sous-total            | 46          | 9           | 5                     | 4                     | 51    | 13    |
| Total sur la carrière | Total sur la carrière | Total sur la carrière | 171         | 44          | 28                    | 13                    | 199   | 57    |

## Palmarès

### En club
- Burnley FC
  - Champion d'Angleterre de deuxième division en 2023 et 2025.